# Eunicites oertlii
Eunicites oertlii is een uitgestorven borstelworm waarvan de positie binnen de groep onduidelijk is.
De wetenschappelijke naam van de soort werd in 1975 gepubliceerd door Kozur.